# Kënga Magjike 2006
Kënga Magjike 8 var den åttonde upplagan av musiktävlingen Kënga Magjike i Albanien. Tävlingen innefattade två semifinaler som ägde rum den 17 respektive 18 november 2006. Finalen hölls den 19 november i Pallati i Kongreseve i Tirana. 53 låtar deltog i tävlingen från början, men 39 fanns kvar i tävlingen efter telefonröstningen. Vann gjorde Armend Rexhepagiqi med "Kur dashuria vdes". Två slutade Ledina Çelo och trea kom West Side Family.

## Resultat

### Huvudpriset
| Plats | Artist                               | Låt                       | Poäng |
| ----- | ------------------------------------ | ------------------------- | ----- |
| 1     | Armend Rexhepagiqi                   | Kur dashuria vdes         | 293   |
| 2     | Ledina Çelo                          | Të ndjej të huaj          | 292   |
| 3     | West Side Family                     | Krahët e tua do jem       | 218   |
| 4     | Eneida Tarifa                        | Rreth zjarrit tënd        | 154   |
| 5     | Ermal Fejzullahu                     | Goca nga Tirana           | 139   |
| 6     | NRG Band                             | Luja bab luja             | 130   |
| 7     | Produkt 28 & Rovena Dilo             | Fama                      | 126   |
| 8     | Yllka Kuqi                           | Më merr                   | 95    |
| 9     | Rona Nishliu                         | Shenja                    | 90    |
| 10    | Orinda Huta                          | Nisu, arratisu            | 75    |
| 11    | Kaltrina Sellimi                     | Do të them po             | 72    |
| 12    | Teuta Kurti                          | Jeto me bugin             | 56    |
| 13    | Çiljeta                              | S'ke ku vete              | 44    |
| 14    | Burn                                 | Qëndro pranë              | 41    |
| 15    | Hip Hop Soldiers                     | Jump                      | 41    |
| 16    | Ani Cuedari                          | Mësuar me ty              | 40    |
| 17    | Besa Kokëdhima                       | Tani të dua               | 38    |
| 18    | Gressa                               | Kupto djalë               | 37    |
| 19    | Berkan                               | Një në një milion         | 36    |
| 20    | Big Basta & Vini                     | Ndize                     | 32    |
| 21    | Aurel Thëllimi                       | Jam vetëm                 | 26    |
| 22    | Alb Magji                            | Ti më kall                | 25    |
| 23    | Rikthimi, Big Man & Blerina          | Albanians In the Club     | 24    |
| 24    | Rezarta Shkurta                      | DJ                        | 24    |
| 25    | L.R.C & Master Bas                   | Extazy                    | 23    |
| 26    | Mili                                 | Loja mbaroi               | 22    |
| 27    | Bertan Asllani                       | Më fal                    | 22    |
| 28    | Ronela Hajati & Orgesa Zaimi         | Requiem                   | 21    |
| 29    | Kastro Zizo, Besmir Metani & Sanches | Party                     | 18    |
| 30    | Seldi                                | Unë dhe ti                | 18    |
| 31    | Gentian Gojani                       | Ty magjike                | 9     |
| 32    | Emi Bogdo & Floriana Muça            | Ndryshë                   | 9     |
| 33    | Erinda Dhima                         | Flakë                     | 7     |
| 34    | Gilan G, B2N & 25%                   | Me eks                    | 7     |
| 35    | Gerta Heta                           | Shumë Sexy                | 6     |
| 36    | Denis Hasa                           | Natë perfekte             | 6     |
| 37    | Emira Ademi                          | Më pëlqen parfumi yt i ri | 3     |
| 38    | Eri                                  | Sexy Baby                 | 1     |
| 39    | Ermiona Lekbello                     | Nuk do më kesh më pranë   | 0     |

### Övriga priser
| Nr | Pris                  | Artist                               | Låt                    |
| -- | --------------------- | ------------------------------------ | ---------------------- |
| 1  | Çmimi I Interpretimit | Ledina Çelo                          | Të ndjej të huaj       |
| 2  | Çmimi I Kritikës      | Armend Rexhepagiqi                   | Kur dashuria vdes      |
| 3  | Kantautori Më I Mirë  | West Side Family                     | Në krahët e tua do jem |
| 4  | Çmimi I Publikut      | Ermal Fejzullahu                     | Goca nga Tirana        |
| 5  | Çmimi I Internetit    | Ermal Fejzullahu                     | Goca Nga Tirana        |
| 6  | Best Hip-Hop          | Rovena Dilo & Produkt 28             | Fama                   |
| 7  | Magjia e Parë         | Berkan                               | Një në një milion      |
| 8  | RTV 21                | Kaltrina Selimi                      | Do të them po          |
| 9  | Best Group            | Burn                                 | Qëndro pranë           |
| 10 | Çmimi Diskografik     | Orinda Huta                          | Nisu, arratisu         |
| 11 | Tendence              | Ronela Hajati & Orgesa Zaimi         | Requiem                |
| 12 | Etno-Muzikë           | Çiljeta                              | S'ke ku vete           |
| 13 | Kënga Stil            | Teuta Kurti                          | Jeto me bugin          |
| 14 | Melodi                | Yllka Kuqi                           | Më merr                |
| 15 | Best Dance            | Besa Kokëdhima                       | Tani të dua            |
| 16 | Jon Production        | Erinda Dhima                         | Flakë                  |
| 17 | Best Feat             | Kastro Zizo, Besmir Metani & Sanches | Party                  |
| 18 | Çimit i Çesk Zadeja   | Eneida Tarifa                        | Rreth zjarrit tënd     |
| 19 | TV Klan               | Rona Nishliu                         | Shenja                 |
| 20 | Kënga Hit             | NRG Band                             | Luja bab luja          |